# Tarek Leitner

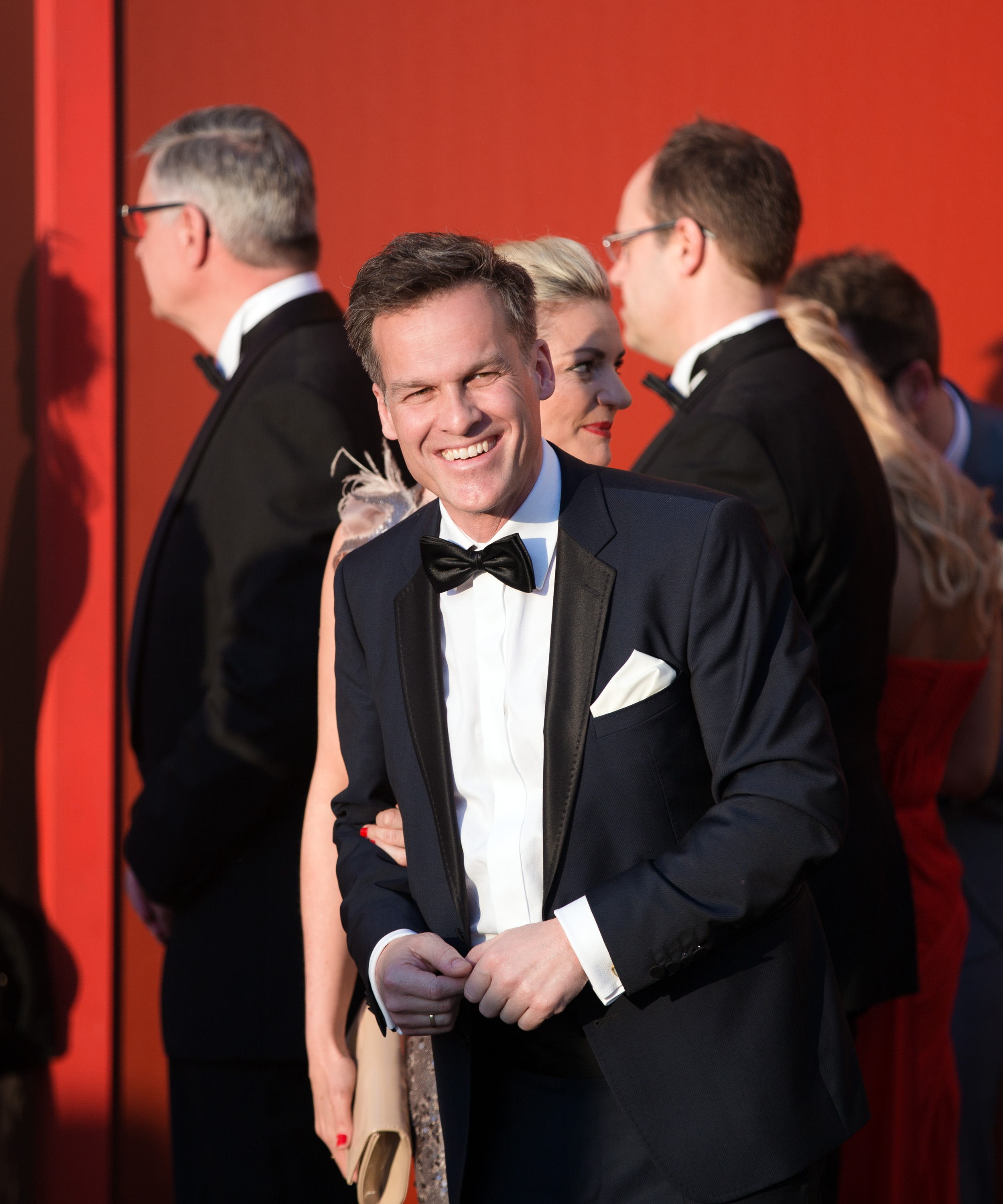
Tarek Leitner (2016)

Tarek Leitner (* 25. September 1972 in Linz) ist ein österreichischer Journalist und Fernsehmoderator.

## Leben
Leitner maturierte 1990 am Kollegium Aloisianum und begann seine journalistische Laufbahn beim Aktuellen Dienst des ORF-Landesstudios Oberösterreich, wo er für Radioinformation (u. a. als Chef vom Dienst) und Fernsehinformation (Oberösterreich heute) zuständig war. Nach Abschluss eines Studiums der Rechtswissenschaften als Mag. iur. wechselte er 1997 als innenpolitischer Redakteur zur Zeit im Bild (ZIB) nach Wien. Österreichweit bekannt wurde er 1999 mit seinen Live-Reportagen zur Lawinenkatastrophe von Galtür. 2001 war Leitner mehrere Monate lang Korrespondent im ORF-Büro Brüssel. Anschließend verstärkte er das Moderatorenteam der ZIB-Tagesausgaben. Seit 2004 moderiert er die Kurzausgabe der ZIB um 17:00, die ZIB 1 und die Spät-Ausgabe der ZIB. Gelegentlich moderiert er die ZIB 2. Die Zeit im Bild (ZIB) moderierte er seit der Wiedereinführung der Doppelmoderation im April 2007 an der Seite von Danielle Spera. Ab Juni 2010, als Spera ins Jüdische Museum Wien wechselte, moderiert er die ZIB 1 an der Seite von Marie-Claire Zimmermann, sowie ab 2015 nun mit Nadja Bernhard.
Leitner war Lehrbeauftragter am Institut für Publizistik der Universität Wien und ist im Studiengang „Journalismus und Public Relations“ an der FH Joanneum in Graz tätig. 2008 wurde er als beliebtester Fernseh-Moderator mit einer Romy ausgezeichnet. 2011 erhielt er abermals die Romy in der Kategorie Beliebtester Moderator/Information, diesmal gemeinsam mit seiner Moderationspartnerin Marie-Claire Zimmermann. Im Rahmen der Romyverleihung 2017 wurde er in der Kategorie Information ausgezeichnet.
Im Jahr 2017 moderierte er während des Wahlkampfs der Nationalratswahl die ORF-Sommergespräche. Dabei sorgte sein persönliches Naheverhältnis zum damaligen Bundeskanzler Christian Kern, das durch seine Bestätigung eines gemeinsamen Familienurlaubs im Jahr 2015 gegenüber den Zeitungen News und tv-media bekannt wurde, für Kritik an Leitners journalistischer Unabhängigkeit. An einem zweiten gemeinsamen Familienurlaub im Jahr 2016 in Marokko nahm nach Informationen der Tageszeitung Die Presse Christian Kern nicht teil. Die Kritik an Leitners angeblicher Befangenheit kam vor allem von ÖVP-Kandidat Efgani Dönmez, aber auch von der FPÖ. Der ORF wies die Kritik zurück und betonte die journalistische Integrität Leitners. Nach den Sommergesprächen entzog ihm der ORF die Moderation der weiteren geplanten TV-Duelle zur Wahl mit Beteiligung von Christian Kern.
Von Februar 2018 bis 2024 moderierte Leitner in Vertretung von Claudia Reiterer auch die Diskussionssendung Im Zentrum. Zudem zählte er gemeinsam mit Nadja Bernhard zum Moderatorenteam des ORF beim Wiener Opernball 2023.
Tarek Leitner hat zwei Töchter und ist mit Claudia Lahnsteiner, der Chronik-Ressortleiterin im ORF-Newsroom, verheiratet. 2022 veröffentlichte er das Buch Berlin-Linz: Wie mein Vater sein Glück verbrauchte, das die Zeit seines Vaters Alfred Leitner (1926–2008) während des Zweiten Weltkrieges erzählt.

## Publikationen
- Mut zur Schönheit. Streitschrift gegen die Verschandelung Österreichs. Brandstätter Verlag, Wien 2012, ISBN 978-3-85033-659-8.[11]
- Wo leben wir denn? Glückliche Orte. Und warum wir sie erschaffen sollten. Brandstätter Verlag, Wien 2015, ISBN 978-3-85033-923-0.
- mit Peter Coeln: Hilde & Gretl: Über den Wert der Dinge. Brandstätter Verlag, Wien 2018, ISBN 978-3-7106-0213-9.
- Berlin-Linz : Wie mein Vater sein Glück verbrauchte. Brandstätter Verlag, Wien 2020, ISBN 978-3-7106-0420-1.
- mit Peter Coeln und Peter Weinhäupl: Im Siebten. Die Neuerfindung der Stadt in Wien-Neubau. Brandstätter Verlag, Wien 2022, ISBN 978-3-7106-0531-4.
- Augenblicke der Republik: Ein persönlicher Streifzug durch die Geschichte Österreichs. Brandstätter Verlag, Wien 2025, ISBN 978-3-7106-0873-5.[12]